# 鄭寶
郑宝（？—199年），表字不詳，揚州人。东汉末年曾經在巢湖聚眾，但被劉曄所滅。

## 生平
東漢末年中原大亂，而當時鄭寶、張多、許乾等一些揚州人都各自私聚部曲，其中就以鄭寶最為驍勇果毅，有過人的才能和力氣，並在土地肥沃的巢湖一帶擁眾達一萬多人，成為令人忌憚的一方勢力。其時劉曄與其他大部分在廬江一帶人士一同歸附鄭寶，並曾邀請好友魯肅攜母前來。不過，鄭寶當時有驅命所聚士民前去佔據江東的野心，並打算逼令劉曄以其出身和名氣作號召。劉曄知道鄭寶圖謀後感憂心，卻沒有辦法應付。不久，司空曹操遣使到揚州察問當地情況，劉曄就和使者討論時局，並請使者去他那裏。數日後鄭寶帶著數百人帶著牛和酒迎接使者，劉曄就命家僮在中門外設宴款待鄭寶帶來的部眾，自己就在中門內和鄭寶飲宴，但其實劉曄已命人趁行酒時殺了鄭寶。不過，鄭寶並不愛喝酒，而且很注意行酒者，令到行酒者不敢下手，劉曄只有自己拿佩刀手刃鄭寶，並割下他的頭顱向中門外部眾說：「曹公有令，敢反抗的人和鄭寶同罪。」眾人驚恐之下逃回鄭寶營中，劉曄又怕鄭寶遺下的數千精兵會生亂，於是騎鄭寶的馬，帶著數個家僮到鄭寶營中勸降渠帥，渠帥聽後都叩頭並開營門請劉曄進內，而劉曄亦撫納營內眾人，眾人於是推了劉曄為主。不過劉曄自以漢宗室支屬，不想擁兵，於是將鄭寶部曲都交給了廬江太守劉勳。